# 丰特奈勒孔特区
丰特奈勒孔特区（法語：Arrondissement de Fontenay-le-Comte）是法国卢瓦尔河地区大区旺代省所辖的一个区。总面积2315.8平方公里，总人口141318，人口密度61人/平方公里（2018年）。主要城镇为丰特奈勒孔特。

## 辖区
丰特奈勒孔区辖有110个市镇。
46°N 1°W / 46°N 1°W